# Krzyż kawalerski (heraldyka)
Krzyż kawalerski (fr. croix pattée, niem. Tatzenkreuz) – heraldyczna forma czteroramiennego krzyża o rozszerzających się ramionach oraz płaskich lub wklęsłych bokach ramion. Krzyż taki jest niekiedy uznawany za odmianę krzyża maltańskiego. Różnica między obiema odmianami jest taka, że przy krzyżu kawalerskim podstawy ramion są płaskie (względnie wypukłe lub wklęsłe), natomiast przy klasycznym krzyżu maltańskim są one rozwidlone. Krzyż kawalerski o wklęsłych bokach i podstawach ramion jest nazywany krzyżem rycerskim, natomiast o wklęsłych bokach i wypukłych podstawach – krzyżem Ruperta.
Krzyż kawalerski jest często spotykaną formą insygniów odznaczeń, a także centralnym elementem sztandarów licznych armii świata, w tym również większości sztandarów Wojska Polskiego.

## Galeria

Biały krzyż kawalerski w herbie Rzeszowa
Proporzec Marynarki Wojennej
Czerwony krzyż kawalerski na sztandarze 37 Łęczyckiego Pułku Piechoty
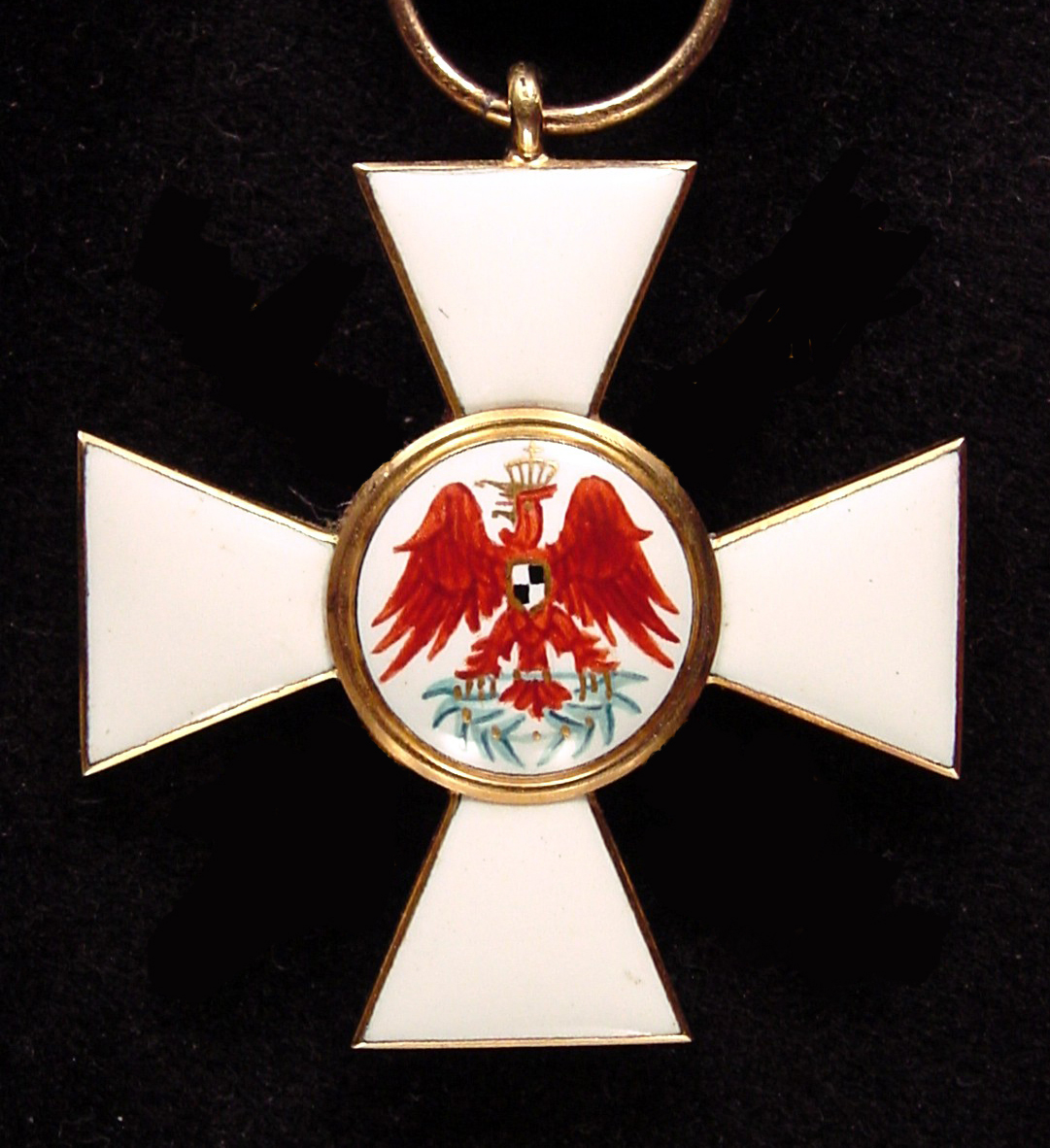
Order Orła Czerwonego III kl. (Królestwo Prus)